# Gustav-Adolf Riebel
Gustav-Adolf Riebel (Burglehn-Muskau, 13 marzo 1896 – Morosov, 23 agosto 1942) è stato un generale tedesco.

## Biografia
Giovane ufficiale di cavalleria durante la prima guerra mondiale, entrò a far parte delle nuove truppe corazzate della Wehrmacht (panzertruppen), divenendo il collaboratore principale del generale Ewald von Kleist durante la campagna di Polonia e del generale Heinz Guderian durante la campagna di Francia, operazioni coronate da un grande successo delle Panzer-Division.
Considerato un esperto di guerra con mezzi corazzati ed altamente stimato per il coraggio, lo slancio e la fredda energia, assunse il comando nel 1941 del reggimento corazzato della 11. Panzer-Division che guidò fino a Belgrado durante l'invasione della Jugoslavia e poi condusse con grande abilità durante l'avanzata nella steppa ucraina nel corso dell'operazione Barbarossa. Nel 1942, promosso oberst, assunse il comando del nuovo Panzerregiment 24, assegnato alla 24. Panzer-Division, guidandolo ad una serie di brillanti successi durante l'operazione Blu. Venne mortalmente ferito il 23 agosto 1942 nel corso della marcia su Stalingrado, mentre guidava dalla prima linea l'avanzata dei suoi panzer in avvicinamento da sud alla città sul Volga. Venne promosso alla memoria al grado superiore di generalmajor.